# Calle de los Molinos (Segovia)
La calle de los Molinos es una vía pública de la ciudad española de Segovia.

## Descripción
La vía, que discurre en todo momento cercana al curso del río Eresma, nace de la calle del Puente de San Lorenzo y llega hasta la de Escali Hospicio. Aparece descrita en Las calles de Segovia (1918) de Mariano Sáez y Romero con las siguientes palabras:

Molinos.—Se entra a esta calle por la bajada desde el Hospicio a la Alameda y sale a la del Puente, en San Lorenzo. En esta larga travesía, pasa el camino por huertas, y por la margen izquierda del Eresma que por aquí hace remansos y hondonadas de varios metros de profundidad, estando en este camino el sitio conocido por Peña del pico y destinado a baño de jóveens y muchachos que, arrojándose desde las peñas que abundan en estas orillas, se zambullen en el agua en los calurosos días de verano. Sigue el camino entre accidentadas piedras, pero muy pintoresco y digno de conocerse y llega, ya en forma de camino pasando también entre tapias de heurtas, al sitio donde hay algunas pequeñas fábricas de harinas, mejor primitivos molinos de los varios escalonados a orillas del Eresma, y que es de lo que ha tomado nombre este camino.
(Sáez y Romero, 1918, pp. 115-116)